# Bordeauxrot
Bordeauxrot bezeichnet einen ins leichte Violett übergehenden roten Farbton.
Ursprung des Namens sind die Weine aus der Region um die französische Stadt Bordeaux, die Zentrum eines der wichtigen Weinanbaugebiete der Welt ist. Dieser spezielle Farbton wird als ideale Farbe für einen Rotwein empfunden. Es ist eine der wenigen Farben, die nach Städten oder Regionen benannt sind (weitere Beispiele: Pariser oder Berliner Blau, Magenta, k. u. k. Gelb).
Die Roben der Richter am Europäischen Gerichtshof sind Bordeauxrot.
Die in diesem Artikel angezeigten Farben sind nicht farbverbindlich und können auf verschiedenen Anzeigegeräten unterschiedlich erscheinen.

Eine Möglichkeit, die Darstellung mit rein visuellen Mitteln näherungsweise zu kalibrieren, bietet das nebenstehende Testbild (nur bei nativer Anzeigeauflösung und wenn die Seite nicht gezoomt dargestellt wird):